# گیم گیر
سگا گیم گیر (به انگلیسی: Sega Game Gear) (به ژاپنی ゲームギア Gēmu Gia؟) نخستین کنسول بازی دستی شرکت سگا و سومین کنسول بازی دستی رنگی پس از آتاری لینکس و توربواکسپرس می‌باشد.

طراحی این کنسول از سال ۱۹۸۹ با نام پروژه مرکوری آغاز شد که دنباله رو سیاستهای آن زمان سگا برای نامگذاری پروژه‌هایش بود. عرضه دستگاه در ۶ اکتبر ۱۹۹۰ در ژاپن، ۱۹۹۱ در آمریکای شمالی، اروپا و آرژانتین و ۱۹۹۲ در استرالیا آغاز شد. قیمت دستگاه در زمان عرضه ۱۵۰ دلار آمریکا و ۱۴۵ پوند استرلینگ بود. سگا پشتیبانی از گیم گیر را در سال ۱۹۹۷ متوقف کرد.

## طراحی
گیم گیر مدل قابل حمل سگا مستر سیستم می‌باشد که صفحه نمایش آن تفکیک‌پذیری کمتری دارد ولی در عوض پالت رنگی بزرگتر و با رنگهای بیشتری را دارد. افزون بر آن توانایی تولید صدای استریو (از طریق هدفون) را دارد در برابر مستر سیستم که تنها توانایی ایجاد صدای مونو را دارد، با این وجود بازیهای کمی از توانایی صدای استریوی آن بهره برده‌اند. برخلاف گیم بوی اصلی که در آن صفحه نمایش بالای کلیدها قرار گرفته، در این دستگاه کلیدها به صورت افقی و در دو سمت صفحه نمایش جای دارند که باعث می‌شود در دست گرفتن آن راحت‌تر باشد.

به دلیل شباهتهای بین مستر سیستم و گیم گیر، پورت کردن بازی‌های مستر سیستم به کارتریج‌های گیم گیر نسبتاً آسان بود. راه دیگر مبدل مستر گیر بود که در دوران عمر دستگاه عرضه می‌شد و اجازه می‌داد بازی‌های اصلی مستر سیستم بر روی گیم گیر قابل اجرا باشند.